# コマラ (コリマ州)
コマラ（スペイン語:Comala  [ko'mala]）は、メキシコのコリマ州の州都コリマ市付近にある町であり基礎自治体。1960年代以降この町の建築物が白く塗られてからはその外観から「アメリカ大陸の白い村」の愛称が付けられている。町の歴史的な中心地は歴史史跡地区と公言され、2002年プエブロ・マヒコに選出された。コマラ基礎自治体の中心地であり、芸術家アレハンドロ・ランヘル・イダルゴの出身地であるかつてのヌゲーラス・アシエンダなどといった400以上のコミュニティの自治権を持っている。